# SN 1999ff
SN 1999ff – supernowa typu Ia odkryta 2 listopada 1999 roku w galaktyce A023354+0032. W momencie odkrycia miała maksymalną jasność 23,10m.